# Blankenham
Blankenham est un village dans la commune néerlandaise de Steenwijkerland, dans la province d'Overijssel. Le 1er janvier 2006, le village comptait 130 habitants.
Commune indépendante jusqu'au 1er janvier 1973, Blankenham fusionne avec Kuinre et Oldemarkt pour former la nouvelle commune d'IJsselham.